# Dieter Gebhard
Dieter Gebhard (* 14. Februar 1952 in Lindau) ist ein ehemaliger deutscher Hürdenläufer, Sprinter und Bobfahrer.
Über 110 Meter Hürden wurde er beim Leichtathletik-Weltcup 1977 in Düsseldorf Sechster und bei den Leichtathletik-Europameisterschaften 1978 in Prag Achter.
1975, 1977 und 1980 wurde er Deutscher Meister über 110 Meter Hürden. 1978, 1979 und 1981 wurde er Deutscher Hallenmeister über 50 bzw. 60 Meter Hürden, 1979 außerdem Deutscher Hallenmeister über 50 Meter. Mit dem SV Salamander Kornwestheim wurde er viermal in Folge (1979, 1980, 1981, 1982) Deutscher Meister in der 4-mal-100-Meter-Staffel.
Bei den Bobweltmeisterschaften wurde er 1978 in Lake Placid Sechster im Zweierbob und siegte 1979 in Königssee im Viererbob. Eine Knieverletzung verhinderte die Teilnahme an den Olympischen Winterspielen 1980 in Lake Placid, der Boykott der BRD die Teilnahme an den Olympischen Sommerspielen 1980 in Moskau.
1980 wurde er mit dem Silbernen Lorbeerblatt ausgezeichnet.
Dieter Gebhard studierte nach dem Fachabitur während seiner Sportkarriere Bauingenieurwesen und führt seit 1984 die von seinem Vater übernommene Nähmaschinenhandlung in Lindau.

## Persönliche Bestzeiten
- 100 m: 10,34 s, 19. Mai 1979, Innsbruck
- 50 m Hürden (Halle): 6,60 s, 9. Februar 1979, Berlin
- 110 m Hürden: 13,69 s, 22. August 1978, Stuttgart